# No Skin Off My Ass
Pour plus de détails, voir Fiche technique et Distribution.
No Skin Off My Ass est un film canadien réalisé par Bruce LaBruce, sorti en 1991.

## Synopsis
Un coiffeur punk est obsédé par un skinhead muet néonazi qu'il croise dans un parc. Jonesy, réalisatrice lesbienne underground et sœur du skinhead, essaie de le mettre en couple. Pendant ce temps, elle travaille sur un documentaire sur l'Armée de libération symbionaise.

## Fiche technique
- Titre : No Skin Off My Ass
- Réalisation : Bruce LaBruce
- Scénario : Bruce LaBruce
- Photographie : G. B. Jones et Bruce LaBruce
- Montage : Bruce LaBruce
- Production : Jürgen Brüning
- Société de production : Gaytown Pictures, The New Lavender Panthers et Jürgen Brüning Filmproduktion
- Société de distribution : Star Production (France)
- Pays :  Canada
- Genre : Comédie dramatique
- Durée : 73 minutes
- Dates de sortie : 
  -  Canada : 8 novembre 1991
  -  France : 19 août 1998

## Distribution
- Bruce LaBruce : le coiffeur
- G. B. Jones : Jonesy
- Klaus von Buecker : le skinhead
- Caroline Azar
- Laurel Purvis
- Kate Ashley
- Jena von Brucker

## Production
Le film a coûté 14 000 $ et, à l'époque du tournage, LaBruce et von Brueckner était en couple.

## Postérité
Le chanteur Kurt Cobain a déclaré que No Skin Off My Ass était son film préféré,.